# George Cayley

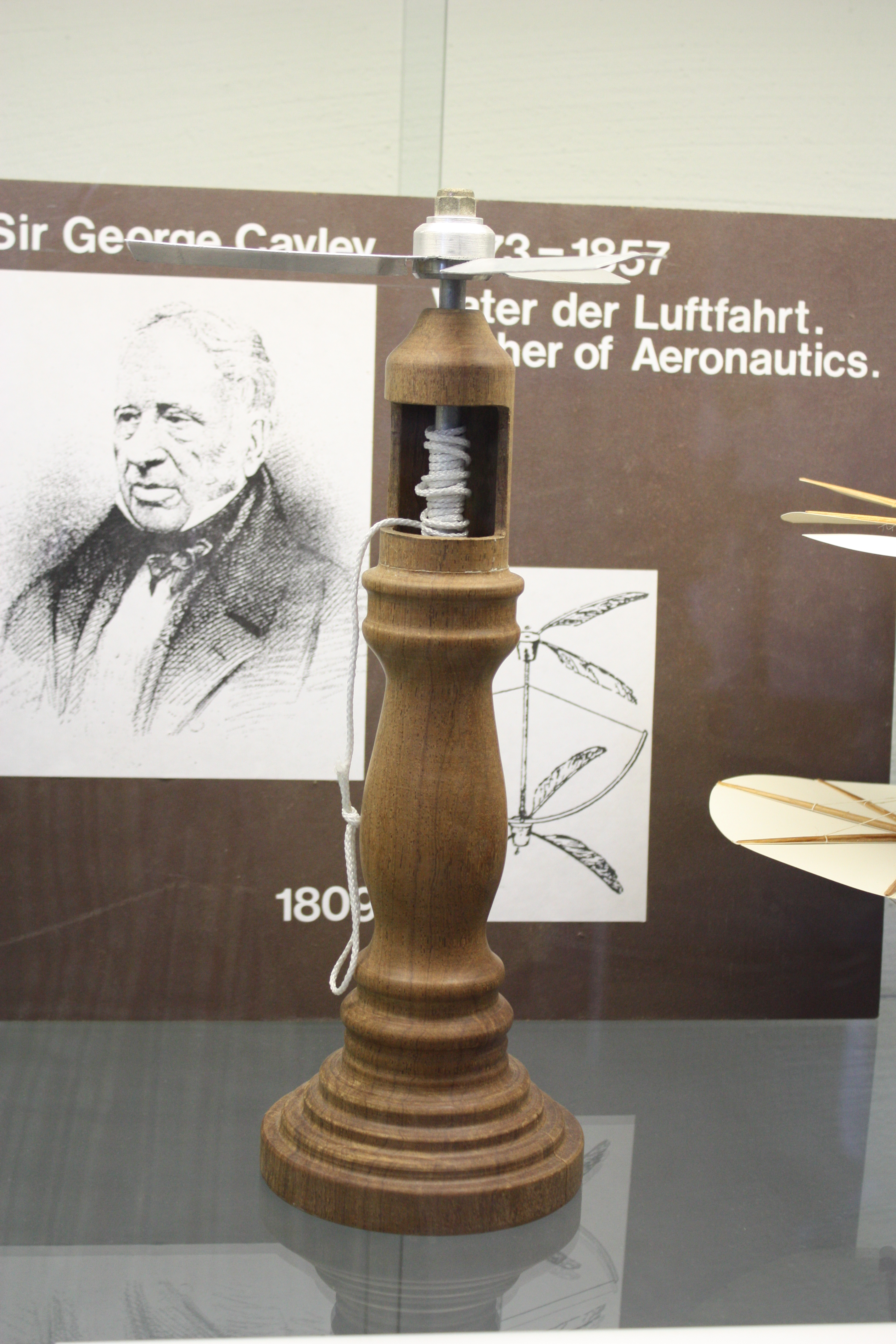

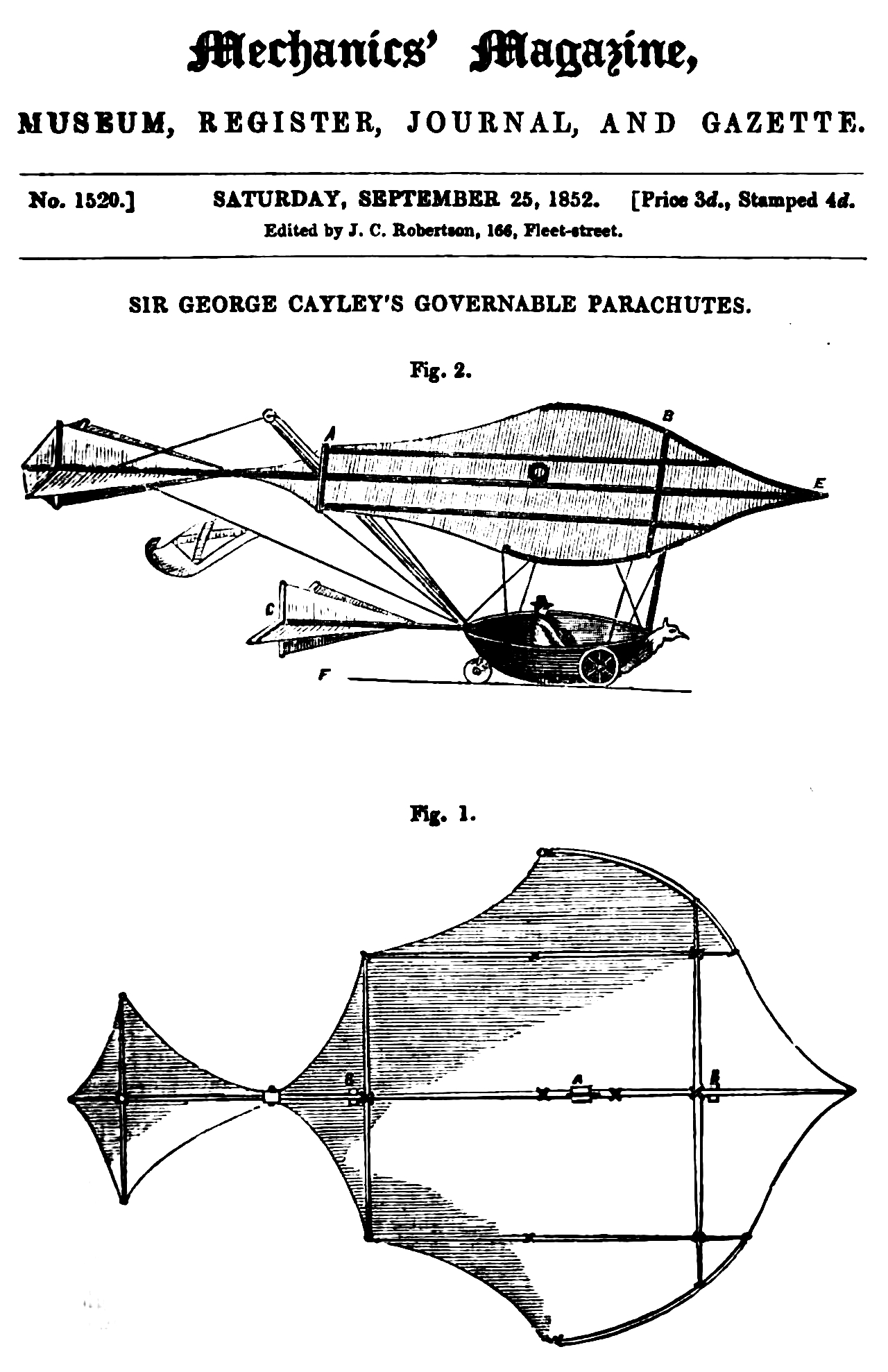

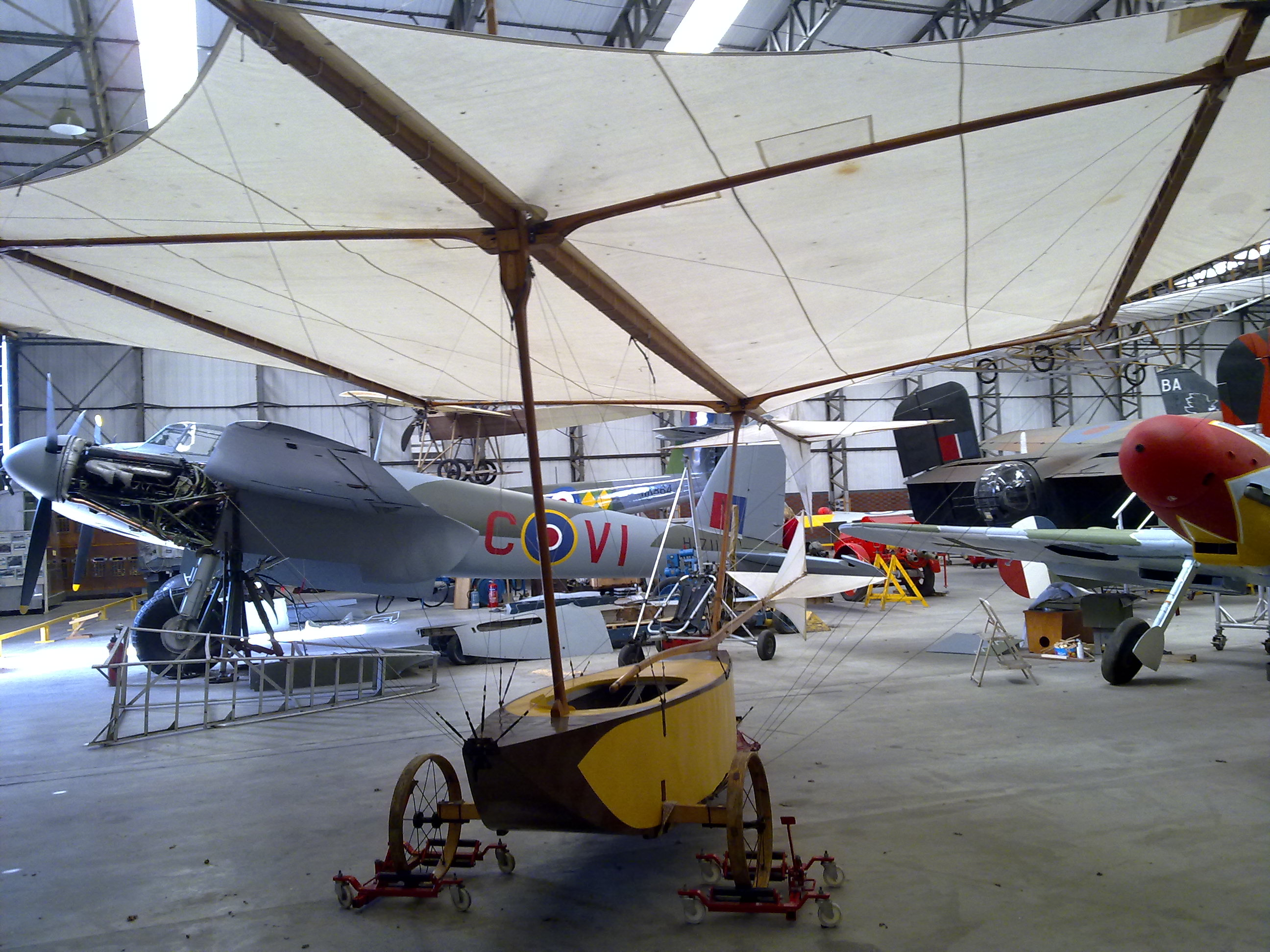

Sir George Cayley (Brompton, 27 dicembre 1773 – 15 dicembre 1857) è stato un ingegnere britannico.

## Biografia
Sir George Cayley fu un prolifico ingegnere inglese pioniere dell'ingegneria aeronautica, nonostante fosse vissuto ed abbia operato circa un secolo prima dello sviluppo delle prime macchine volanti a motore. Fu membro del partito conservatore e membro del Parlamento del Regno Unito per Scarborough dal 1832 al 1835. Collaborò alla fondazione del Royal Polytechnic Institution (ora Università di Westminster) essendone rettore per molti anni. Fu uno dei membri fondatori della British Association for the Advancement of Science e cugino alla lontana del matematico Arthur Cayley.
Cayley ereditò Brompton Hall e le sue proprietà annesse alla morte di suo padre, il quinto barone di Cayley. Lasciatosi coinvolgere dall'ottimismo della sua epoca, si lanciò in una vasta gamma di progetti ingegneristici.